# تيم وود (لاعب كرة قاعدة)
تيم وود (بالإنجليزية: Tim Wood)‏ هو لاعب كرة قاعدة أمريكي، ولد في 16 نوفمبر 1982 في توسان في الولايات المتحدة.

## وصلات خارجية
- تيم وود على موقع دوري كرة القاعدة الرئيسي (الإنجليزية)
- تيم وود على موقعبيزبول رفرنس.كوم (الدوري الرئيسي) (الإنجليزية)
- تيم وود على موقعبيزبول رفرنس.كوم (الدوري الثانوي) (الإنجليزية)
- تيم وود على موقع إي إس بي إن.كوم (أم.أل.بي) (الإنجليزية)
- تيم وود على موقع مشجعي الرسوم البيانية (الإنجليزية)